# K-band (NATO)
K-bandet är en föråldrad beteckning för radiofrekvenser från 20 till 40 GHz (ekvivalent med våglängder mellan 1,5 och 0,75 cm) som framförallt användes under den kalla krigsperioden. Sedan 1992 är frekvenstilldelning och -beteckning reglerad av NATO Joint Civil/Military Frequency Agreement (NJFA). För att identifiera militära radiospektrala krav, exempelvis för planering av krishantering, utbildning, elektronisk krigföring eller i militära operationer, är emellertid detta system fortfarande i bruk.
| NATO-BOKSTAVSBAND     | NATO-BOKSTAVSBAND  | NATO-BOKSTAVSBAND           | NATO-BOKSTAVSBAND | NATO-BOKSTAVSBAND | NATO-BOKSTAVSBAND           | RUNDRADIOBAND              | RUNDRADIOBAND |
| GAMMAL NOMENKLATUR    | GAMMAL NOMENKLATUR |                             | NY NOMENKLATUR    | NY NOMENKLATUR    |                             | RUNDRADIOBAND              | RUNDRADIOBAND |
| BAND                  | FREKVENS (MHz)     |                             | BAND              | FREKVENS (MHz)    |                             | RUNDRADIOBAND              | RUNDRADIOBAND |
|                       |                    |                             |                   |                   |                             |                            |               |
| A                     | 0 – 250            |                             | I                 | 100 – 150         |                             | Band I 47 – 68 MHz (TV)    |               |
| A                     | 0 – 250            | Band II 87,5 – 108 MHz (FM) | I                 | 100 – 150         |                             |                            |               |
| A                     | 0 – 250            | G                           | 150 – 225         |                   | Band III 174 – 230 MHz (TV) |                            |               |
| B                     | 250 – 500          |                             | P                 | 225 – 390         |                             |                            |               |
| C                     | 500 – 1 000        |                             | L                 | 390 – 1 550       |                             | Band IV 470 – 582 MHz (TV) |               |
| C                     | 500 – 1 000        | Band V 582 – 862 MHz (TV)   | L                 | 390 – 1 550       |                             |                            |               |
| D                     | 1 000 – 2 000      |                             | S                 | 1 550 – 3 900     |                             |                            |               |
| E                     | 2 000 – 3 000      |                             | S                 | 1 550 – 3 900     |                             |                            |               |
| F                     | 3 000 – 4 000      |                             | S                 | 1 550 – 3 900     |                             |                            |               |
| G                     | 4 000 – 6 000      |                             | C                 | 3 900 – 6 200     |                             |                            |               |
| H                     | 6 000 – 8 000      |                             | X                 | 6 200 – 10 900    |                             |                            |               |
| I                     | 8 000 – 10 000     |                             | X                 | 6 200 – 10 900    |                             |                            |               |
| J                     | 10 000 – 20 000    |                             | Ku                | 10 900 – 20 000   |                             |                            |               |
| K                     | 20 000 – 40 000    |                             | Ka                | 20 000 – 36 000   |                             |                            |               |
| L                     | 40 000 – 60 000    |                             | Q                 | 36 000 – 46 000   |                             |                            |               |
| L                     | 40 000 – 60 000    | V                           | 46 000 – 56 000   |                   |                             |                            |               |
| M                     | 60 000 – 100 000   |                             | W                 | 56 000 – 100 000  |                             |                            |               |
|                       |                    |                             |                   |                   |                             |                            |               |
| USA-MILITÄR / SACLANT |                    |                             |                   |                   |                             |                            |               |
| N                     | 100 000 – 200 000  | 100 000 – 200 000           | 100 000 – 200 000 | 100 000 – 200 000 |                             |                            |               |
| O                     | 100 000 – 200 000  | 100 000 – 200 000           | 100 000 – 200 000 | 100 000 – 200 000 |                             |                            |               |